# Cistenides ehlersi
Cistenides ehlersi är en ringmaskart som först beskrevs av Hessle 1917.  Cistenides ehlersi ingår i släktet Cistenides och familjen Pectinariidae. Inga underarter finns listade i Catalogue of Life.